# Petrol

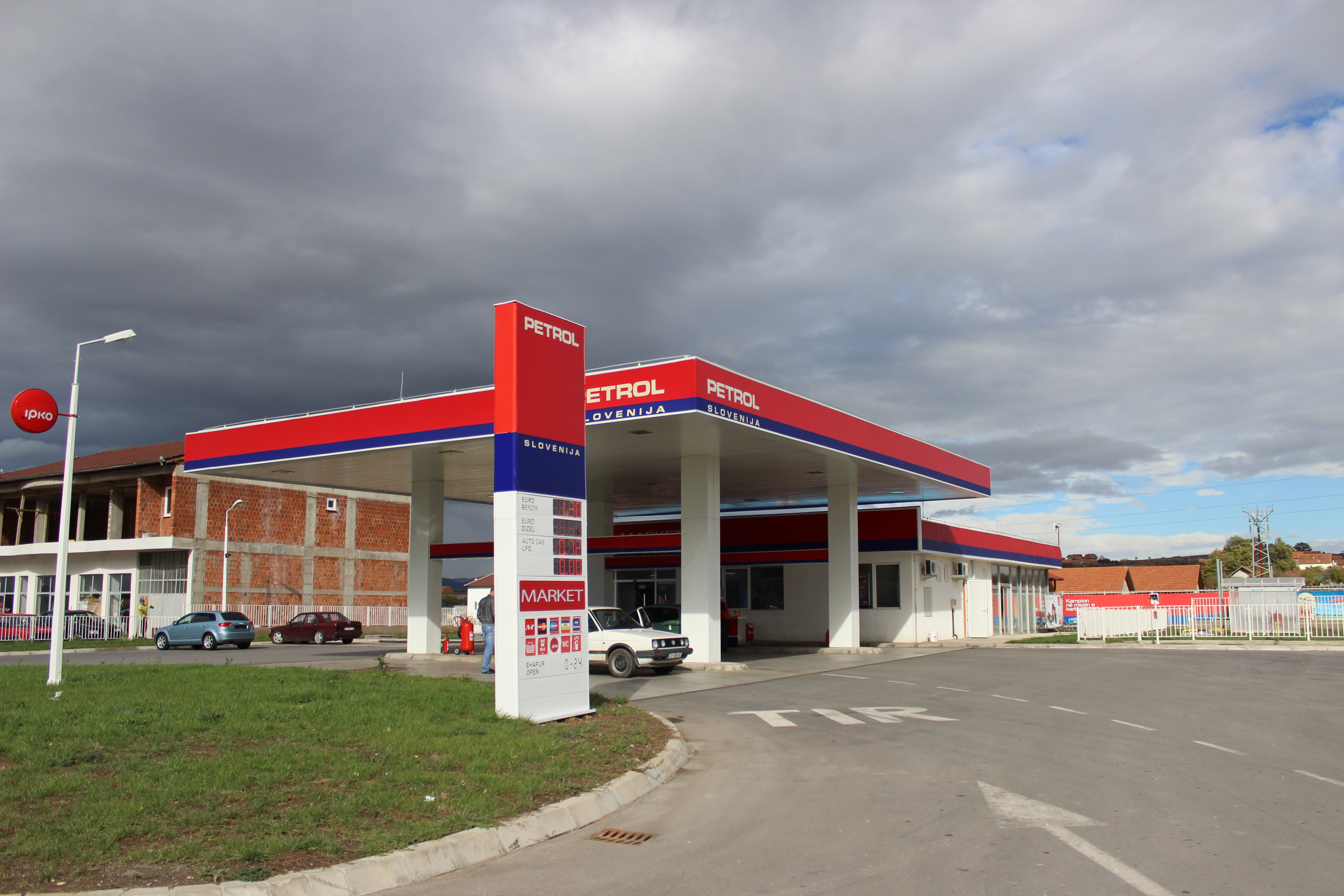
Stacja paliw grupy Petrol w Kosowie

Petrol Group – słoweńskie przedsiębiorstwo przemysłowe działające w branży energetycznej i paliwowej.
Spółka powstała w 1947 roku w Jugosławii, jako część zrzeszenia Jugopetrol, w 1947 roku filie działające w poszczególnych republikach stały się samodzielnymi spółkami. W Ludowej Republice Słowenii funkcjonowała jako Jugopetrol Lublana.
W 1953 roku spółka zmieniła nazwę na Petrol Lublana, w tym czasie uzyskała zgodę na import produktów naftowych, zaczęła też tworzyć sieć stacji paliw.
W 1990 roku przedsiębiorstwo zostało przekształcone w spółkę, ale rzeczywista zmiana nastąpiła 24 grudnia 1996, gdy Petrol został wpisany do rejestru spółek akcyjnych w niepodległej Słowenii. 5 maja 1997 roku spółka została wprowadzona na Giełdę Papierów Wartościowych w Lublanie.
W 2001 roku Petrol poszerzył swoją działalność o dostarczanie energii elektrycznej. W 2018 roku Petrol był największą spółką energetyczną w Słowenii, największym importerem oraz spółką o największych przychodach. Głównym udziałowcem był rząd Słowenii, dysponujący w 2019 roku pakietem 32% akcji spółki.